# Антична философия
Античната философия е период от историята на философията, който обхваща около едно хилядолетие, от 6 век пр.н.е. до към края на 4 век. Когато се говори за антична философия, обикновено става дума за европейската философска традиция, което не означава обаче, че източните философски школи не са съществували през Античността. Античната философия се счита за начало на философската наука въобще и затова се свързва най-вече със старогръцката философия.

## Досократически период
Досократически  се нарича  периодът от историята на европейската философия, който обхваща философски идеи и учения, създадени  до времето на Сократ, а като досократици се определят всички неповлияни от  Сократ древни гръцки философи, включително негови съвременни и по-късни мислители като Протагор и софистите.  Основната разлика между  философията от досократическия период и тази  на Сократ е, че неговите предшественици се интересували предимно от началата на природата и света, поради което са известни  още  като натурфилософи (философи на природата), а традицията, създадена от тях, като натурфилософия (философия на природата). Досократическият период е предимно набор от различни космогонични и космологични теории, както и редица естествени философии (натурфилософии). Характерни за периода са опитите за описване на първоначалата и всеобщността, като оттук именно се заражда философската наука. Яркото различаване на досократиците (или предсократици) от философите от следващите поколения е отбелязано от Аристотел, който вижда антропологията и етиката, развити от Сократ, като нова насока на философската мисъл. 
Не е останало нито едно напълно запазено съчинение от досократическата философия. Възгледите на мислителите от епохата са възстановени на база запазени фрагменти, цитати в произведения на техни съвременници или автори от по-късни епохи, както и на база по-късна доксография.

### Милетска школа
Милетската школа носи името на гръцкия полис Милет, разположен в областта Йония (днес се намира в западна Турция). Понякога школата бива наричана Йонийска. Тя е първата древногръцката философска школа, а нейните представители стават известни с опитите си да открият и опишат първоначалото  на света и неговата природа (архе, ἀρχή, archē).
- Талес
- Анаксимандър
- Анаксимен

### Питагор и Питагорейска школа
Питагорейската школа се счита за първата организирана философска школа. Последователите на Питагор са спазвали строги предписания, свързани с начина на живот и поведение. Школата няма ярко изявени индивидуални представители, защото учениците на Питагор са изповядвали неговите виждания. Поради тази причина е невъзможно да говорим поотделно за вижданията на Питагор и неговите последователи питагорейците. Школата се занимава основно с проблемите на космологията, а хармонията е описана чрез математически прийоми.

### Елейска школа
Елейската школа носи името на йонийско-гръцката колония Елея в Южна Италия. Основните възгледи на елеатите са, че всичко съществуващо е едно, а множествеността и промяната са недействителни.
- Мелис
- Парменид
- Зенон
- Ксенофан

### Хераклит
Хераклит е роден около 535 година в град Ефес от царския род на Кодратите. На неговия род принадлежало и върховното жреческо право. Той, обаче се отказал от правата си в полза на своя брат, а сам се отдал на философията. Все пак на нас са ни известни неговите политически убеждения. Той бил аристократ не само по произход, но и по дух. Странял от масите и водил уединен живот в самовглъбяване и размисъл. Не се знае да се е учил при някого. Дори има запазени фрагменти, според които знанията си той е придобил сам. Характерното за неговото мислене е аналитичната задълбоченост и търсене основната закономерност в света. Затова ние виждаме вече, че той се отзовава крайно рязко, дори по адрес на такива мъже като Изиод, Питагор и Ксенофан, защото счита, че търсят външното многознание и много изучават чуждите мнения, което според него малко ползват собствения ум. Но точно подобни негови изказвания ни показват и свидетелстват, че и той е знаел добре, какво учат другите, само че се е отнасял критично към тях, което е естествено за всеки истински философ.

### Софисти
- Протагор
- Горгий

## Класически период
Класическият период, се отнася най-общо до времето на разцвета и западането на атинската демокрация.

## Елинистически период
През елинистическия период се оформят по-отчетливо отделните философски школи и доктрини през Античността.

### Неоплатонизъм
Неоплатонизмът, в лицето на Плотин, Порфирий и Ямблих, както и ранните християнски философи като Августин и Боеций ознаменуват прехода от античната към средновековната философия.

## Ползвана литература
The Cambridge Dictionary of Philosophy, Ed. 2, edited by Robert Audi
„Антична философия – антология“, съставител: Ради Радев